# Kobylin-Pieniążki
Kobylin-Pieniążki – wieś w Polsce położona w województwie podlaskim, w powiecie wysokomazowieckim, w gminie Kobylin-Borzymy.
W latach 1975–1998 miejscowość administracyjnie należała do województwa łomżyńskiego.
Wierni kościoła rzymskokatolickiego należą do parafii św. Stanisława Biskupa i Męczennika w Kobylinie-Borzymach.

## Historia
Założone prawdopodobnie w XV w. Tworzyły tzw. okolicę szlachecką Kobylino. Pozostałe wsie okolicy rozróżnione drugim członem. Nazwa miejscowości pochodzi od nazwiska dziedzica części Kobylina na początku XVI w. – Mikołaja Pieniążka.
W I Rzeczypospolitej wieś należała do ziemi bielskiej w województwie podlaskim.
W roku 1921 Kobylino-Pieniążki. Naliczono tu 25 budynków z przeznaczeniem mieszkalnym oraz 174 mieszkańców (82 mężczyzn i 92 kobiety). Narodowość polską podało 170 osób, a 4 żydowską.

## Współcześnie
Nieopodal wsi znajduje się Narwiański Park Narodowy.